# Wyndham Lewis
Percy Wyndham Lewis (18 de novembro de 1882 - 7 de março de 1957) foi um pintor, romancista e ensaísta inglês. Ao lado de Ezra Pound, foi um dos fundadores do movimento artístico denominado vorticismo, e editor da revista Blast (1914-1915). Seus romances mais importantes são Tarr (1918), The Childermass (1928), The Apes of God (1930) e The Revenge for Love (1937). Time and Western Man, The Art of Being Ruled são vigorosos ensaios que tratam de arte, literature, política e metafísica. Durante sua longa, diversificada e fecunda carreira, Lewis editou, além do mencionada Blast, diversas revistas tais como The Ennemy e Tyro. Em obras como Paleface, a contundência da crítica de Lewis aproxima-as mais do panfleto do que propriamente da ensaística. Lewis pode ser considerado uma das figuras seminais do modernismo, ao lado de Pound, Eliot e James Joyce.

## Primeiros anos
Lewis nasceu a bordo do iate de seu pai, um oficial norte-americano, em Fundy Bay, na costa leste do Canadá. Sua mãe, de nacionalidade britânica, após separar-se do marido, regressou à Inglaterra em 1890, acompanhada do filho único Wyndham Lewis. Em Londres, Lewis concluiu seus estudos médios na Rugby School e foi posteriormente matriculado na Slade School of Arts, a importante escola de artes plásticas da qual eram professores importantes artistas como Augustus John, do qual Lewis foi discípulo e tornou-se amigo para o resto da vida. Na Slade, Lewis revelou seu extraordinário talento como desenhista mas acabou sendo expulso da escola como conseqüência de seu temperamento irreverente e pouco disciplinado.

## Anos 1910
Durante sua juventude, Lewis viajou extensamente pelo continente europeu, tomando conhecimento das principais movimentos nas artes plásticas, principalmente na Alemanha e na França. Em Paris, Lewis frequentou as aulas do filósofo Henry Bergson, cujas idéias, em princípio, tiveram bastante influência em sua obra literária; na década de 20, entretanto, Lewis incluiria sua crítica à metafísica bergsoniana em seu Time and Western Man (O Tempo e o Homem Ocidental).
De volta a Inglaterra, Lewis dedicou-se prioritariamente à pintura. Passa assim a desenvolver em seus trabalhos a influência da estética modernista que começava a surgir na França, com os cubistas Picasso e Braque e na Itália, com os futuristas. É ao futurismo que o movimento iniciado por ele e Ezra Pound deve seus principais elementos. No entanto, em pouco tempo, Lewis passa a repudiar criticamente os futuristas e o que ele considerava seu culto à velocidade. O repúdio direto a alguns artistas e movimentos que o influenciaram seria uma constante na trajetória artística de Lewis.
Em 1912, ao lado de Ezra Pound e outros artistas plásticos como Epstein e Gaudier Brzeska, Lewis lança o que seria o primeiro movimento moderno de origem britânica, o Vorticismo. Ainda bastante influenciado pelo Futurismo, o Vorticismo nega a obsessão com o movimento e a velocidade, própria dos artistas italianos, e estabelece o conceito do vórtice, fenômeno físico que pressupõe uma área estática que se encontra no centro da força centrífuga. O lançamento da revista BLAST, na qual Ezra Pound esteve bastante envolvido, mas que contou igualmente com as colaborações de T. S. Eliot, Brzeska, Rebeca West e outros artistas e escritores, foi o principal veículo de divulgação do movimento vorticista. De concepção gráfica revolucionária, envolta numa exuberante capa cor de rosa, BLAST fazia, de um lado, a exaltação dos fatos e pessoas que seus mentores consideravam criativos e renovadores e, de outro, detonava –blasted– tudo aquilo que era considerado obsoleto, ultrapassado e enfraquecido. As concepções próprias do romantismo e da era vitoriana eram as principais vítimas dos artigos da revista. Apesar do furor causado, BLAST teve vida curta; a Guerra Mundial, em 1914, sepultou o projeto já em seu segundo número.
BLAST não seria a única vítima no campo modernista. Nela, além dos que perderam a vida, como o escultor Gaudier Brzeska, muitos talentos foram interrompidos no momento mesmo em que desabrochavam. Lewis participou da guerra de 14 em dois momentos, primeiro como segundo tenente na Royal Artillery e, a partir de dezembro de 1917, como artista de guerra.
Tarr, seu primeiro romance, foi publicado em 1916.
Após a guerra, em 1921, Lewis teve sua primeira exposição Tyros and Portraits exibida na Leicester Galleries.

## Década de 1920
Durante a década de 1920, Lewis passou a dedicar-se mais à literatura. De 1927 a 1929 Lewis publicou a revista The Enemy, em que ele próprio criticou duramente a vanguarda à qual havia pertencido, mas que agora via tornar-se um veículo para ideologias, como o comunismo, que considerava perniciosas, sobretudo por irem contra a liberdade do artista. Em The Art of Being Ruled (1926) Lewis analisa filosoficamente a política e a literatura do período, tendo feito a crítica da obra contemporânea de James Joyce, Gertrude Stein e Ezra Pound. Em Time and Western Man (1928), Lewis apresenta um argumento contrariando o que chama de "time philosophy", ou seja a filosofia que via como base dos trabalhos de Henri Bergson, Samuel Alexander e Alfred North Whitehead.

## Década de  1930
Em The Apes of God (1930), Lewis fez uma avassaladora sátira da vida literária inglesa. Os que se sentiram atacados trataram de excluí-lo de seu meio literário. O ensaio Hitler (1933), em que Lewis, após ter visitado a Alemanha, apresentava Hitler como um "homem de paz" somente contribuiu para aumentar sua impopularidade entre os liberais e antifascistas. Embora tenha se retratado com The Hitler Cult (1929), Lewis permaneceu isolado nos anos 1930, o que levou o poeta W..H. Auden a defini-lo como "aquele velho vulcão solitário da direita". Embora tenha sido acusado de satirizar os judeus em alguns de seus personagens, Lewis atacou o anti-semitismo em seu ensaio The Jews, Are They Human? (1939) o que lhe valeu críticas elogiosas do jornal britânico The Jewish Chronicle. The Revenge for Love (1937), passado na Espanha pouco antes da Guerra Civil, Lewis faz uma dura crítica dos comunistas agindo no país, bem como dos companheiros de viagem ingleses. Na obra ensaística Men Without Art, Lewis volta à crítica, dessa vez para examinar William Faulkner e Ernest Hemingway.

## 1940 - 1957
Na década de 1940 Lewis voltou a dedicar-se principalmente à pintura e datam desse período os retratos que pintou de outros artistas como seus amigos T.S. Eliot e Ezra Pound. Quando um dos retratos que fez de T.S. Eliot foi recusado pela Royal Academy, vários pintores importantes como Augustus John e Walter Sickert saíram em sua defesa. Numa ocasião, Sickert definira Lewis como "o maior retratista desta e de qualquer outra época". Durante a Segunda Guerra, Lewis foi viver nos Estados Unidos e no Canadá com sua esposa Gladys Anne Hoskins. Sobre sua experiência no Canadá, Lewis escreveu o romance Self Condemned (1954). Além das obras citadas, devem ser igualmente destacadas as obras Snooty Baronet (1932), romance em que satiriza o behaviorismo, o ensaio The Doom of Youth (1932), em que analisa o culto ao jovem, The Demon of Progress in the Arts (1954), uma visão sobre os exageros da arte contemporânea e a tetralogia inacabada The Human Age, iniciada em 1928, com The Childermass, e continuada com Monstre Gai (1955) e Malign Fiesta (1955).
Um tumor fez com que Lewis começasse a perder a visão a partir de 1951. Mesmo assim, continuou escrevendo até sua morte em 1957. Em 1956, a Tate Gallery realizou uma importante retrospectiva de sua obra pictórica.

## Obras
- Tarr (1918) (romance)
- The Caliph's Design : Architects! Where is Your Vortex? (1919) (ensaio) The Art of Being Ruled (1926) (ensaios) • The Wild Body: A Soldier Of Humour And Other Stories (1927) (contos)
- The Lion and the Fox: The Role of the Hero in the Plays of Shakespeare (1927) (ensaios)
- Time and Western Man (1927) (ensaios)
- The Childermass (1928) (romance)
- Paleface: The Philosophy of the Melting Pot (1929) (ensaios)
- Satire and Fiction (1930) (crítica) • The Apes of God (1930) (romance)
- Hitler (1931) (ensaio)
- The Diabolical Principle and the Dithyrambic Spectator (1931) (ensaios)
- Doom of Youth (1932) (ensaios)
- Filibusters in Barbary (1932) (viagem)
- Enemy of the Stars (1932) (peça teatral)
- Snooty Baronet (1932) (romance)
- One-Way Song (1933) (poesia)
- Men Without Art (1934) (crítica)
- Left Wings over Europe; or, How to Make a War about Nothing (1936) (ensaios)
- Blasting and Bombardiering (1937) (autobiografia) • The Revenge for Love (1937) (romance)
- Count Your Dead: They are Alive!: Or, A New War in the Making (1937) (ensaios)
- The Mysterious Mr. Bull (1938)
- The Jews, Are They Human? (1939) (ensaio)
- The Hitler Cult and How it Will End (1939) (ensaio)
- America, I Presume (1940) (viagem)
- The Vulgar Streak (1941) (romance)
- Anglosaxony: A League that Works (1941) (ensaio)
- America and Cosmic Man (1949) (ensaio
- Rude Assignment (1950) (autobiografia)
- Rotting Hill (1951) (contos) The Writer and the Absolute (1952) (ensaio)
- Self Condemned (1954) (romance)
- The Demon of Progress in the Arts (1955) (ensaio)
- Monstre Gai (1955) (romance)
- Malign Fiesta (1955) (romance)
- The Red Priest (1956) (romance)
- The Letters of Wyndham Lewis (1963) (cartas)
- The Roaring Queen (1973; escrito em 1936) (romance)
- Unlucky for Pringle (1973) (contos)
- Mrs Duke's Million (1977; escrito em 1910) (romance)
- Creatures of Habit and Creatures of Change (1989) (ensaios)

## Leituras complementares
- Edwards, Paul. (2000) Wyndham Lewis, Painter and Writer. New Haven and London: Yale U P
- Gasiorek, Andrzej. (2004) Wyndham Lewis and Modernism
- Kenner, Hugh. (1954) Wyndham Lewis. New York: New Directions.
- Meyers, Jeffrey. (1980) The Enemy: A Biography of Wyndham Lewis. London and Henley: Routledge & Keegan Paul.
- Michael, Walter. (1971) Wyndham Lewis: Paintings and Drawings. Berkeley: University of Califórnia Press.